# Episodi di Room 222 (quinta stagione)
La quinta stagione della serie televisiva Room 222 è stata trasmessa in anteprima negli Stati Uniti d'America dalla ABC a partire dal 14 settembre 1973.
| nº | Titolo originale                             | Titolo italiano | Prima TV USA      | Prima TV Italia |
| -- | -------------------------------------------- | --------------- | ----------------- | --------------- |
| 1  | I've Got the Hammer, If You've Got the Thumb |                 | 14 settembre 1973 |                 |
| 2  | Of Smoke Filled Rooms                        |                 | 21 settembre 1973 |                 |
| 3  | Can Nun Be One Too Many?                     |                 | 28 settembre 1973 |                 |
| 4  | No Island is an Island                       |                 | 5 ottobre 1973    |                 |
| 5  | Twenty-Five Words or Less                    |                 | 26 ottobre 1973   |                 |
| 6  | Pete's Protege                               |                 | 2 novembre 1973   |                 |
| 7  | Love Is a Many Splintered Thing              |                 | 9 novembre 1973   |                 |
| 8  | Pi in the Sky                                |                 | 16 novembre 1973  |                 |
| 9  | Mismatch Maker                               |                 | 30 novembre 1973  |                 |
| 10 | Here's to the Boy Mostly Likely              |                 | 7 dicembre 1973   |                 |
| 11 | El Greco to Jason                            |                 | 21 dicembre 1973  |                 |
| 12 | MPG                                          |                 | 28 dicembre 1973  |                 |
| 13 | I Didn't Raise My Girl to Be a Soldier       |                 | 4 gennaio 1974    |                 |
| 14 | Cry Uncle                                    |                 | 11 gennaio 1974   |                 |
| 15 | Jason and Big Mo                             |                 | 1974              |                 |